# Pterolophia chapaensis
Pterolophia chapaensis är en skalbaggsart som beskrevs av Maurice Pic 1929. Pterolophia chapaensis ingår i släktet Pterolophia och familjen långhorningar. Inga underarter finns listade i Catalogue of Life.